# Петерсен, Карин
Кари́н Петерсе́н (фр. Karin (Karine) Petersen; 27 марта 1945, Париж, Франция, — 1 апреля 1982, Бур-ла-Рен, департамент О-де-Сен, Франция) — французская актриса театра, кино и телевидения, популярная в 1970-х годах. Советским кинозрителям известна главным образом по ролям Дианы де Меридор в мини-сериале «Графиня де Монсоро» и Миледи в кинофильмах «Четыре мушкетёра Шарло» и «Четверо против кардинала».

## Биография
Французская актриса театра, кино и телевидения Карин Петерсен родилась 27 марта 1945 года в Париже, во Франции, в семье медиков. (В некоторых французских источниках местом рождения актрисы указывается Копенгаген (Дания), а годом рождения — 1949-й). Её отцом был датчанин, а матерью — француженка. После рождения Карин её мать вторично вышла замуж. Сначала Карин носила фамилию отчима — Лепен.
Карин была замужем за актёром Полем Гером от которого родила сына Лорана.
В 1963 году дебютировала в кинематографе в фильме режиссёра Бернара Бордери «Что делает тебя… милашкой» под именем Карин Лепен. В 1967 году дебютировала на театральной сцене в спектакле «Бедняга Бито, или Ужин голов» по пьесе Жана Ануя. В 1968 году дебютировала на телевидении в телевизионном фильме «Терновник». В 1969 году снялась в фильме «Дельфина», который имел большой успех. Примерно в это время Карин вернула себе фамилию своего настоящего отца — Петерсен.
Лучшей ролью актрисы Карин Петерсен стала Диана де Меридор в мини-сериале «Графиня де Монсоро» (1971) режиссёра Янника Андреи по одноимённому роману Александра Дюма-отца. Эта роль принесла актрисе международную известность.
В 1972 году в телевизионном фильме «Мопра́» — экранизации одноимённого романа Жорж Санд — сыграла главную роль Эдме де Мопра́.
В 1973 году в фильме «Огонь на губах» сыграла главную роль.
Предположительно в это время у Карин Петерсен была выявлена неизлечимая болезнь — рак матки, актриса перенесла несколько операций.
В 1974 году Карин Петерсен сыграла роль Элизабет в телевизионном фильме «Франкенштейн: история любви». В этом фильме её экранными партнёрами были Жерар Берне и Николя Сильбер, с которыми Карин вместе снималась ещё в мини-сериале «Графиня де Монсоро» в 1971 году.
В 1974 году Карин Петерсен сыграла роль Миледи в кинофильмах «Четыре мушкетёра Шарло» и «Четверо против кардинала» режиссёра Андре Юнебеля. Эти кинофильмы пользовались международной популярностью, были одними из лидеров советского кинопроката.
После 1977 года актриса больше не могла найти работу по профессии, бедствовала, работала в аэропорту Руасси.
Весной 1982 года Карин неосторожно пригласила к себе домой трех уличных музыкантов, которые играли на гитаре на улицах Сен-Жермен-де-Пре в Париже. Один из них, Мишель Ван Каутерен, по кличке "Цыган Маноло", обещал ей протекции и остался в её квартире. В результате Карин стала жертвой жестокого изнасилования и избиения. 
Это происшествие стало причиной сильнейшей депрессии актрисы. Карин тяжело переживала страшные события своей жизни. 1 апреля 1982 года актрисы не стало: Карин Петерсен ушла из жизни в возрасте 37 лет в своей парижской квартире, приняв смертельную дозу снотворного.
По просьбе родных пресса три месяца молчала о её самоубийстве, потом во французской прессе появилось много статей об актрисе.
Во время судебного разбирательства в 1983 году адвокат её семьи сказал присяжным: "То, что вы должны судить, это не изнасилование, это – убийство". Её насильник был приговорен к 20 годам лишения свободы.

## Избранная фильмография
- 1963 — Что делает тебя… милашкой / À toi de faire… mignonne
- 1968 — Терновник (ТВ) / La Prunelle
- 1968 — Карина / Karin — Карина-2
- 1969 — Дельфина / Delphine
- 1969 — Три двери (ТВ) / Les trois portes — Сесиль
- 1970 — За последние пять минут (сериал, серия «Трещины») / Les cinq dernières minutes (Les mailles du filet) — Китти
- 1971 — Графиня де Монсоро (мини-сериал) / La dame de Monsoreau — Диана де Меридор
- 1972 — Мопра́ (ТВ) / Mauprat — Эдме де Мопра́
- 1973 — Огонь на губах / Le feu aux lèvres — госпожа Миссерон
- 1973 — Счастливчик Лучано / Lucky Luciano — Игеа Лиззони
- 1973 — Арсен Люпен (сериал, серия «Человек в чёрной шляпе») / Arsène Lupin (L’homme au chapeau noir) — Жюльетта
- 1974 — Франкенштейн: история любви (ТВ) / Frankenstein: Une histoire d’amour — Элизабет
- 1974 — Четыре мушкетёра Шарло / Les quatre Charlots mousquetaires — Миледи
- 1974 — Четверо против кардинала / Les Charlots en folie: À nous quatre Cardinal! — Миледи
- 1976 — Век просвещения (ТВ) / Le siècle des lumières — Роксана
- 1976 — Персонажи / Les personnages — Ксения
- 1976 — Сердце, в живот (кишки) (мини-сериал) / Le coeur au ventre — Мари-Клод Мансье
- 1976 — Спермула / Spermula — Сала
- 1977 — Это случилось в Париже (ТВ) / C’est arrivé à Paris — Арлетт Ставински

## Роли в театре
- 1967 — «Бедняга Бито, или Ужин голов» Жана Ануя, постановка автора и Ролана Пиетри, Парижский театр[фр.]
- 1967 — «Жаворонок» Ж. Ануя, постановка автора и Р. Пиетри, Парижский театр
- 1968 — «Половина удовольствия», авторы Стив Пассёр, Жан Серж, Робер Шазаль, постановка Робера Оссейна, Театр Антуана[фр.]
- 1969 — «Норка-путешественник», авторы Рэй Куни и Джон Кэпмэн, постановка Жака Серьё, Театр Гимназии[фр.]